# Signe Lund-Aspenström
Signe Margareta Sofia Lund-Aspenström, född Lund den 28 januari 1922 i Botkyrka, Stockholms län, död den 20 juni 2015 i Högalids församling Stockholm, var en svensk målare och tecknare. Hon gifte sig 1946 med författaren Werner Aspenström.
Hon studerade vid Edvin Ollers målarskola och Konstakademien i Stockholm. Hon illustrerade en rad barn- och skolböcker, bidrog med teckningar i Bonniers litterära magasin, Utsikt och Folket i Bild samt illustrerade omslag till sin makes böcker.
Signe Lund-Aspenström finns representerad på bland annat Nationalmuseum och Stockholms stadsmuseum. År 2004 ställde hon ut på Thielska galleriet. Signe Lund-Aspenström är begravd på Maria Magdalena kyrkogård i Stockholm.